# Jobst II Reuber
Jobst II Reuber (niederdeutsch Röver; * 16. August 1542 in Warburg; † 16. Juni oder 17. Juni 1607 auf Gut Odernheim) war ein Jurist und kurpfälzischer Kanzler.
Er studierte in Frankreich und Italien und arbeitete nach seiner juristischen Promotion in Valence zunächst als Advokat am Reichskammergericht in Speyer. Im Jahr 1574 trat er als Hochgerichtsrat in kurpfälzische Dienste. Im Jahre 1579 wurde er in den Oberrat und schließlich 1587/1588 zum kurpfälzischen Kanzler während der Zeit Johann Kasimirs berufen. Als führender Politiker der Zentralverwaltung trug er dazu bei, dass dieses territorial zersplitterte Kurfürstentum sich zu einem der führenden deutschen Territorialstaaten entwickelte. Er erwarb in der Folge kaiserliche Privilegien (Wappen, Edelleute). Reuber trat auch als Historiker in Erscheinung und gab unter anderem eine Sammlung deutscher Geschichtsquellen Veteres Scriptores heraus.
Reuber hat sich während der Kuradministration Johann Kasimirs viele Feinde geschaffen, so dass er nach dem Regierungsantritt des Kurfürsten Friedrich III. am 4. Januar 1592 abgesetzt wurde. Er blieb gnadenhalber Rat von Haus aus in kurpfälzischen Diensten. Er war darauf von 1592 bis 1595 als Advokat für das Straßburger Domkapitel tätig und stand von 1598 bis 1604 als Rat und Obervogt zu Ettlingen im Dienst des Markgrafen Ernst von Baden-Durlach. Nach dem Ableben des Markgrafen zog sich Reuber auf seine Güter in Rheinhessen zurück.

## Werke
- Veterum Scriptorum qui Caesarum et Imperatorum Germanicorum res per aliquot secula gestas, Literis mandarunt. 1584.